# William Wycherley
William Wycherley, född omkring 1640 i Clive, nära Shrewsbury, död den 1 januari 1716, var en engelsk lustspelsförfattare. 
Wycherley uppfostrades från sitt femtonde år i Frankrike hos hertigen av Montausier (Hotel de Rambouillets vittra kotteri) och tillägnade sig snabbt all yttre förfining. Han lät där lätt övertala sig att bli romersk katolik, men återgick som student i Oxford lika obesvärat till sin fäderneärvda bekännelse. 
I London ägnade han sig en smula åt juridik, men vida mer åt galanta äventyr och ådrog sig genom sina sedeslösa komedier kung Karl II:s ynnest, men föll i onåd till följd av sitt hemliga giftermål med en ung och rik änka, grevinnan av Drogheda (1675). 
Hon höll honom under sträng äktenskaplig uppsikt, och när hon dött, måste han om arvet föra en ändlös och ruinerande process, som förde honom till bysättningshäktet. Först efter sju år befriades han därifrån genom Jakob II:s ingripande, sedan han tagit steget att än en gång övergå till romersk-katolska läran. 
Bland den engelska restaurationstidens alster av lustspelsdiktning, som av eftervärlden klassats som oerhört osedliga, har Wycherleys ansetts vara de brutalaste och på moralisk känsla mest blottade, men ingen har förnekat att de samtidigt är av mycket stort kulturhistoriskt intresse och värde. 
Det har också allmänt erkänts att hans språk är klart och fullt av styrka, intrigen roande och skickligt gjord, karaktärsteckningen frisk och levande, hans dialog ovanligt livlig och slagfärdig; han är en mästare i kvicka svar. 
Hans pjäser är Love in a wood (uppförd 1671, tryckt 1672), The gentleman dancing-master (uppförd 1671, tryckt 1673), vars intrig är lånad från Calderón, The country wife (skriven 1672 eller 1673, tryckt 1675) och The plain dealer (skriven 1674, tryckt 1677).
Om den sistnämnda fällde Voltaire det omdömet, att han varken i någon klassisk eller någon modern komedi funnit så mycket esprit. År 1714 utgav Wycherley en större samling Miscellany poems, vid vilkas redaktion den unge Pope biträtt honom.